# 바나듐

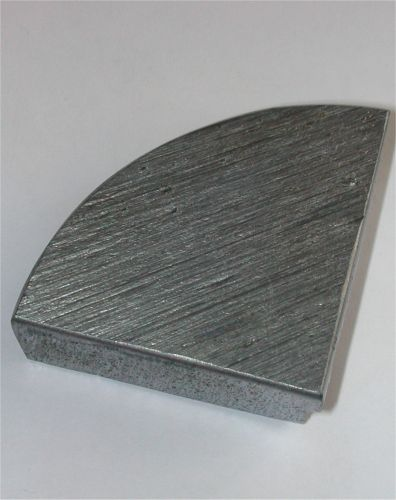

바나듐(←영어: Vanadium 버네이디엄[*], 문화어: 바나디움←독일어: Vanadium 바나디움[*], 일본어: バナジウム 바나지우무[*])은 화학 원소로 기호는 V(←라틴어: Vanadium 바나디움[*])이고 원자 번호는 23이다. 단단하고 연성과 전성이 뛰어난 전이 금속이다. 자연에서는 화합물 형태로만 산출되지만 인공적으로 순수한 형태로 분리하면 표면에 산화 피막을 형성하여 그 이상의 산화를 막는다.
1801년 멕시코의 델 리오(Andrés Manuel del Río)가 납 광석을 분석하는 과정에서 처음으로 바나듐 화합물을 발견하고 이를 '갈연석'이라고 불렀다. 그는 자신이 발견한 화합물에서 새로운 원소를 발견하고 그 원소의 화합물을 가열하면 나오는 적갈색에서 이름을 따 '에리트로늄(erythronium)'이라는 이름을 붙였다. 그러나 1805년에는 다른 과학자들이 에리트로늄과 크로뮴이 동일한 원소라는 잘못된 판단을 내렸고, 델 리오도 자신의 주장을 철회했다. 이후 1830년 세프스트룀(Nils Gabriel Sefström)은 염화 바나듐을 발견하고는 거기에 새로운 원소가 있다는 사실을 알아내었고, 스칸디나비아 지역의 여신 '프레이야(Vanadís)'에서 이름을 따 '바나듐'이라고 명명했다. 이후 델 리오가 발견한 광석에도 바나듐이 포함되어 있다는 사실이 인정되어 '바나디나이트'라는 이름이 붙었다. 순수한 형태로 분리된 것은 1867년이다.
자연에서 바나듐은 주로 다양한 종류의 광석과 화석 연료가 매장된 지역에서 존재한다. 중국이나 러시아 등지에서는 철을 제련하는 과정에서 얻으며, 기타 지역에서는 중유를 처리하는 과정에서 얻거나 우라늄 채굴 과정에서 함께 얻기도 한다. 주로 특수강을 생산하는데 이용되며 오산화 바나듐은 황산을 제조하는 과정에서 촉매로 사용된다.
일부 생명체에서는 다량의 바나듐이 발견되기도 하는데 이는 독소로 추정된다. 일부 바나듐 화합물은 약한 독성을 나타낸다. 일부 해양 생물의 경우 개체 내에서 효소의 주요 구성 성분이기도 하며, 인간을 포함한 포유류의 경우에는 필수 미량 원소로 추정되며, 혈당치를 낮추는 효과가 있다고 알려졌으며, 해우는 바나듐을 저장하는 능력이 있다고 한다.

## 성질
바나듐은 단단하고 연성과 전성이 뛰어난 회백색 금속 원소이다. 연성과 전성이 매우 뛰어나지만 잘 부러지지 않으므로 무른 금속으로 보기도 한다. 바나듐은 대부분의 금속과 강철보다도 단단하며, 염기나 황산, 염산 등의 부식 작용에 저항성이 강하다. 933 K의 온도에서 쉽게 산화한다. 구조적으로 강하며, 분열 중성자 단면적이 작아 핵 시설 등에 이용된다. 금속이긴 하나 크로뮴이나 망가니즈처럼 산화물이 산성을 띠는 성질이 있다. 크로뮴이나 철과 섞어서 단단한 합금을 만들 수 있다.
+2에서 +5까지의 산화수를 가질 수 있는데 산화 상태에 따라 보라색, 녹색, 푸른색, 노란색 등을 나타낸다.

## 동위 원소
자연에는 안정한 동위 원소인 51V(존재비율 99.75%)와 반감기가 1.5×1017년인 방사성 동위 원소 50V(존재 비율 0.25%)가 존재한다. 이외에 원자량40에서 65 사이에 24종류의 동위 원소가 발견되었으며, 이들 중 가장 안정한 것은 49V와 48V로 반감기가 각각 330일과 16일이다. 나머지 동위 원소들은 모두 반감기가 1시간 미만이다. 준안정 상태의 동위 원소도 4가지가 발견되었다.

## 존재
자연에서 바나듐은 순수한 형태로 발견되지 않고 바나듐 화합물이 다양한 종류의 광물과 뒤섞인 채로 발견된다. 주로 패트로나이트, 바나디나이트(갈연광) 등에서 얻으며, 주로 남아프리카 공화국, 중국 북서부, 러시아 동부 등에서 많이 생산된다.
또, 바나듐은 석유, 석탄, 오일샌드 등 다양한 화석 연료에도 포함되어 있다. 특히 석유 속에는 최대 1200ppm까지 들어 있는 것으로 알려져 있다. 이들이 연소하면서 나오는 미량의 바나듐은 자동차나 보일러의 내부에 부식을 일으킬 수도 있다. 또, 이러한 방식으로 매년 11만 톤의 바나듐이 대기 중으로 방출되는 것으로 추정된다. 태양 등의 항성에도 바나듐이 포함되어 있는 것으로 밝혀졌다.

## 역사
바나듐은 1801년 멕시코의 광물학자 델 리오가 갈연광을 분석하는 과정에서 발견하였다. 처음에는 새로운 원소가 화합물에 따라 다양한 색을 가지는 것을 보고 '판크로뮴(panchromium)'이라고 명명하였으나 대부분은 가열하면 다시 적색으로 변하는 것을 보고 '에리트로늄'으로 바꾸었다. 1805년에는 델 리오의 친구인 알렉산더 폰 훔볼트의 지원을 받는 프랑스의 화학자가 델 리오의 새 원소는 불순물이 첨가된 크로뮴이라고 잘못 판단했다. 델 리오는 그 주장을 그대로 받아들이고 자신의 주장 또한 철회했다.
1831년 스웨덴의 화학자 세프스트룀은 철광석을 연구하던 중에 새로운 원소의 산화물을 재발견하였고 같은 해 독일의 화학자 프리드리히 뵐러(Friedrich Wöhler)는 이 원소가 이전에 델 리오가 발견한 원소였음을 확인하였다. 세프스트룀은 이전까지 다른 원소에는 들어가지 않은 V 자를 자신이 발견한 원소의 이름 제일 앞에 붙이고 싶어했고, 스칸디나비아의 미의 여신인 프레이야(Vanadís)에서 이름을 따 '바나듐'이라는 이름을 붙였다. 이후 영국 출신의 (나중에 미국으로 귀화한)조지 W. 페더스톤하프(George William Featherstonhaugh)는 델 리오의 이름을 따 '리오늄(rionium)'이라는 이름을 붙이자고 제안하였지만 받아들여지지 않았다.
한편, 순수한 바나듐을 분리해내는 것은 매우 힘든 것으로 밝혀졌다. 1831년 베르셀리우스는 바나듐을 순수한 형태로 분리하였다고 밝혔지만 이는 헨리 엔필드 로스코(Henry Enfield Roscoe)가 질화 바나듐(VN)임을 밝혔다. 이후 1867년 로스코는 수소를 이용해 염화 바나듐(VnCl2)을 환원시켜 고순도의 바나듐을 얻는데 성공하였다. 1927년에는 오산화 바나듐을 칼슘으로 환원시켜 순수한 바나듐을 얻는 방법이 개발되었다. 바나듐을 대량으로 생산하기 시작한 것은 포드 모델 T에 합금 형태로 들어가기 시작하면서부터였다. 이러한 바나듐강은 차체를 경량화하면서도 그 강도를 상당히 높여주었다.
혈액 속에 바나듐이 포함되어 있다는 사실은 1911년에 알려졌다.

## 용도

### 합금
세계 바나듐 생산량의 약 85%는 바나듐강을 만드는데 이용된다. 20세기 초반에 철에 소량의 바나듐을 섞으면 강도가 상당히 증가하고 무게는 줄어드는 사실이 발견되었고 이후로 차축, 자전거 프레임, 크랭크축, 기어 등 다수의 기계요소에 쓰이기 시작했다. 바나듐강에는 두 종류가 있는데 하나는 탄소 함량이 높은 강철로, 바나듐이 약 0.15~0.25% 함유되어 있는 것이다. 다른 하나는 바나듐이 1~5% 정도 함유된 고속도강(HSS)으로 대개 외과용 기구나 각종 도구에 쓰인다. 일부 분말야금 합금의 경우 바나듐이 최대 18%까지 포함되어 있다. 이러한 합금은 잘 마모되지 않으므로 각종 도구나 칼 등에 사용된다.
또, 바나듐은 베타-티타늄을 안정화시켜 그 강도를 상당히 증가시키고 높은 온도에서도 안정하게 한다. 따라서 알루미늄, 바나듐, 티타늄의 합금은 제트 엔진, 고속 항공기의 뼈대, 치과용 합금 등으로 사용된다.

### 기타
- 바나듐은 중성자를 잘 흡수하여 반감기가 짧은 방사성 동위 원소가 생성되므로 핵융합로의 내부 구조에 사용된다.
- 일부 바나듐 합금은 초전도체의 성질을 나타낸다.
- 오산화 바나듐(V2O5)은 황산을 제조할 때 촉매로 사용되거나 세라믹을 만들 때 사용된다.[1]
- 이산화 바나듐(VO2)은 특정한 온도에서 적외선을 통과시키지 않는 특수 유리의 제조에 사용된다.
- 일부 바나듐 화합물을 강철 표면에 도금하면 녹스는 것과 부식을 막는다.
- 리튬 바나듐 산화물로 만든 양극은 리튬 코발트 산화물 음극과 함께 고출력의 리튬 전지를 만드는데 사용된다.
- 바나듐은 프로판과 프로필렌을 아크릴산으로 산화시키는 데 사용되는 혼합 금속 산화물 촉매를 구성하는 중요 요소이다.[2][3][4]
- 바나듐 전해액을 주 성분으로 만드는 바나듐 이온 배터리 제조에 사용된다.

## 생명체 내에서의 역할
바나듐은 생물학에서 상당히 제한된 역할을 수행하며, 육상 생물보다는 해양 생물에 더 중요한 역할을 한다. 일부 해양 생물의 경우 개체 내에서 효소의 주요 구성 성분이기도 하며, 인간을 포함한 포유류의 경우에는 필수 미량 원소로 추정되지만 정확한 역할은 아직 알려져 있지 않다. 다만 쥐와 닭의 경우 바나듐이 결핍되면 성장이 늦어지고 생식 능력이 저하되는 것이 관찰되었다.

## 주의사항
일정량 이상의 바나듐에 노출되면 호흡기에 자극을 줄 수 있으며, 바나듐을 포함한 광물의 먼지에 노출된 사람에게서 체중 감소가 보고되기도 하였다. 또, 신경 계통에 영향을 주어 시공간 지각력을 떨어뜨리거나 집중력을 감소시킬 수도 있다는 연구도 있다.